# Чумичева, Ксения
Ксения Чумичева (родилась 5 августа 1987 в России) — модель, актриса, блогер и предприниматель.

## Биография
Ксения Чумичева родилась в Магнитогорске, Россия. Когда ей было 6 лет, семья переехала в Лугано, Швейцария.
В 2010 году она окончила университет Università della Svizzera italiana, получив степень бакалавра в области экономики. Ксения владеет пятью языками: русским, английским, итальянским, немецким и французским. В 2014 году приступила к изучению испанского.
В 2011 году несколько финансовых учреждений, таких как Merrill Lynch, лондонский хедж-фонд Duet Group и JP Morgan Chase заинтересовались сотрудничеством с Ксенией. В конце своей стажировки в JPMorgan Chase, ей предложили постоянную работу, но Чумичева решила заняться развитием собственного бизнеса.
С лета 2011 года встречалась с Фернандо Алонсо, который из-за этого расстался в конце 2011 года с гражданской женой Ракель Дель Росарио.

## Карьера

### Модель

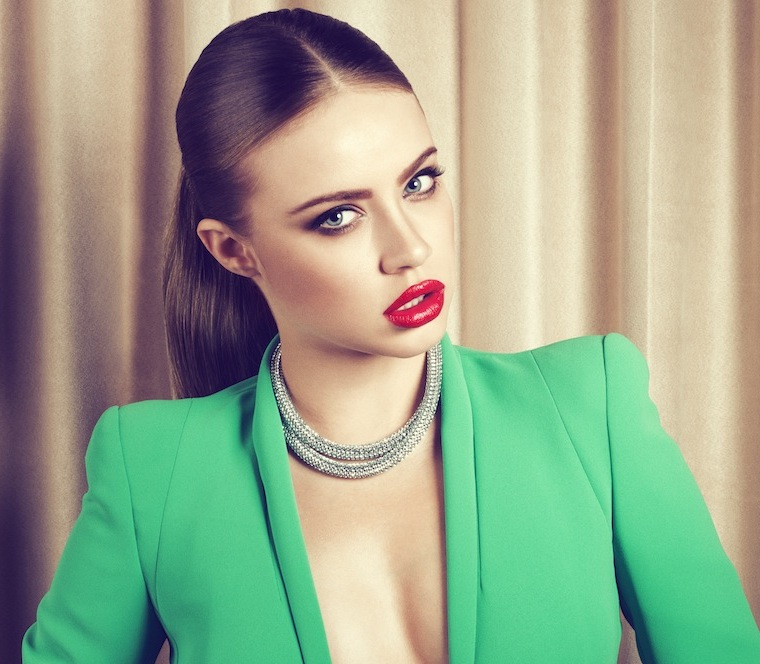
Чумичёва в феврале 2013

Начала модельную карьеру в возрасте 12 лет в своём родном городе. Выступая на национальном конкурсе «Мисс Швейцария» («Miss Switzerland») в 2006 году, она получила титул «Мисс фотогеничность» («Miss Photogenic»), а также заняла второе место в этом конкурсе. Победа сразу в двух номинациях стала предметом общественного спора, поэтому организаторы конкурса предложили Чумичевой контракт, аналогичный тому, что предлагают победительнице конкурса. После конкурса модель была названа в прессе, как «Самая завидная одинокая девушка в Швейцарии». В мае 2009 года согласно опросу журнала «Schweizer Illustrierte» она получила титул «Лучшее бикини». В 2012 году испанское издание GQ magazine опубликовало фоторепортаж и эксклюзивное интервью с моделью.
В декабре 2012 года швейцарское издание журнала Maxim провозгласило Чумичеву «Самой красивой женщиной года».
Сотрудничала с модельными агентствами Option Model Agency (Цюрих), Oxygen Models, Tess Management и Elite Model Management (Барселона), подписала контракт с Elite Model Management (Майами) в период с 2010 по 2013 года.

### Актриса
Снималась в рекламных роликах и музыкальных клипах (например, «Candino-Festina») Она приняла участие в съёмках в короткометражном фильме Les Enfants de la Honte французского режиссёра Алена Марго, который номинировался на кинофестивале NIFF, снялась в клипе итальянско-швейцарского певца Paolo Meneguzzi в мае 2010 года; в июне 2011 года сыграла эпизодическую роль в короткометражном фильме Lines.
Окончив университет в 2010 году, отправилась в Нью-Йорк, где брала уроки актёрского мастерства в академии New York Film Academy.
В январе 2011 года завершила съёмки во французском сериале «On n'est pas couché» («Он не врёт»); в этом же году также снялась в фильме Габриела Тальявини «Нет мужчин - нет проблем», главные роли которого сыграли Ева Лонгория и Кристиан Слейтер.

### Телеведущая
Помимо участия в нескольких шоу, в роли ведущей, рассказывала о конкурсе «Мисс Швейцария 2011» в эфире трёх национальных каналов 24 сентября 2011 года.
В марте 2012 года стала вести собственное телешоу об успешных итальянских компаниях — «L'Italia che funziona», которое транслировалось на итальянских каналах Rete 4 и Italia1. Стала участницей «Мисс Украина 2012» в России и приняла участие в программе «ПрожекторПерисхилтон».
В апреле 2013 принимала участие в ежегодном масштабном мероприятии Energy Fashion Night с Ириной Шейк Выступала в качестве ведущей и модели для дефиле.
С 2013 работает журналистом для швейцарского журнала Bilan, запустила собственное онлайн-шоу Recette de Mon Succès.
Работала для различных брендов, включая Visilab Sunglasses, Audi, Burger King и Casino Lugano.В 2012 она стала лицом испанских авиалиний AirEuropa, .Revlon cosmetics и Nikon cameras.

### Журналист
В 2012 начала вести ежемесячную колонку для Schweizer Monats и для Haute Living (британский журнал о роскоши). Весной 2013 года она запустила собственный онлайн бизнес и онлайн журнал «Chic Overdose».

### Дата рождения
Изначально было заявлено, что дата рождения Чумичевой 5 августа 1987 года. В конце 2010 года на её веб-сайте была опубликована дата рождения 5 августа 1989 года. Журналисты Schweizer Fernsehen (швейцарский организации общественного вещания) опросили представителей конкурса Мисс Швейцария, которые отметили, что Чумичева прошла надлежащую идентификацию. Они также сообщили, что если бы она родилась в 1989 году, она бы не смогла участвовать в конкурсе. 6 декабря 2010 года Чумичева подтвердила, что родилась в 1987 году.